# Playa de Citara
Playa de Citara (en italiano: Spiaggia di Citara) es una playa ubicada en Forio d'Ischia, en la isla de Ischia en el país europeo de Italia, cerca de Punta Imperatore. Su nombre proviene de los romanos, que consagraron el sitio a Venus Citarea, cuya estatua de mármol blanco fue encontrada en la zona. Una vieja leyenda cuenta que las rocas, que se pueden ver desde la playa, fueron en principio unos marineros convertidos en piedras como castigo por su paso por el lugar. La referencia es de Ulises, en la que se dice que "Feaci" (las personas que viven en "Esqueria", un lugar en la zona del mar Tirreno, que se identifica con Ischia) proporcionó a Ulises un barco para llegar a casa, por lo que la diosa Venus los castigó por haberle ayudado.